# Abberode

Abberode este o comună din landul Saxonia-Anhalt, Germania.